# Anthrencya castanipes
Anthrencya castanipes är en skalbaggsart som beskrevs av Dewailly 1950. Anthrencya castanipes ingår i släktet Anthrencya och familjen Melolonthidae. Inga underarter finns listade i Catalogue of Life.